# Carlo Piaggia
Carlo Piaggia, född den 4 januari 1827, död den 17 januari 1882 i Afrika, var en italiensk Afrikaresande.
Piaggia begav sig ung till Alexandria som hantverkare och 1856 till Khartoum, där han anställdes i handelsföretag. År 1860 medföljde han Antinori på dennes resa till Gasellflodens område. År 1863 beredde han sig tillfälle att besöka azandefolket, hos vilket dittills ingen europé uppehållit sig. På hemvägen stannade han nära ett år (maj 1864-mars 1865) bland mandengaerna i Tombo. Sedan 1871 genomströvade han, under utövande av åtskilliga hantverk, Abessinien, gallaernas land och kusttrakterna vid Röda havet samt följde 1876 den italienske ingenjörofficeren Romolo Gessi till Nilsjöarnas område, varvid han närmare utforskade Somersetfloden. Han gjorde därefter en resa till Godjam, i Abessinien, samt slog sig, efter ett kort besök i Italien, åter ned i Khartoum. Sina viktigaste forskningsresor beskrev han i arbetet Dell' arrivo fra i Niam Niam e del soggiorno sul lago Tzana (1877). Hans etnografiska samlingar förvärvades av etnografiska museet i Berlin.